# Elijah Dohnal
Elijah Anthony Dohnal (Hluk, 1946) é o patriarca do Patriarcado Católico Bizantino da Igreja Greco-Católica Ortodoxa Ucraniana na Ucrânia.
O principal líder do movimento de tradicionalistas católicos gregos chamados Padres Pidhirtsi, cujo centro está localizado no mosteiro basiliano da Anunciação da Bem-Aventurada Virgem Maria em Pidhirtsi, Ucrânia.

## Biografia
Graduado pelo seminário de Litoměřice. De 1972 a 1991, foi sacerdote da Arquidiocese de Olomouc. Por sua ativa atividade pastoral, foi perseguido pela StB. Em 1991 foi para a Polônia e entrou no noviciado da Ordem Basiliana de São Josafá em Varsóvia.
A partir de 1992, organizou a vida monástica greco-católica na Eslováquia. Ele foi o fundador do mosteiro em Trebišov. Ao mesmo tempo, trabalhou como professor na Faculdade de Teologia de Prešov. Em 1997, ele recebeu permissão para estabelecer a comunidade contemplativa basiliana Comunita monasticae vitae. No entanto, o consentimento para o funcionamento deste grupo foi retirado no ano seguinte. Em 1999, defendeu seu doutorado em teologia na Universidade Carolina, em Praga.
No início dos anos 2000, ele se tornou um defensor dos pontos de vista sobre a necessidade de preservar os costumes existentes na Igreja Greco-Católica Ucraniana e para a unificação das Igrejas Uniatas na República Tcheca e na Eslováquia com a Igreja Greco-Católica o mais rápido possível, para que evitassem a ação de tendências de reforma semelhantes às que ocorreram na Igreja Católica Romana. Ele foi punido pela Igreja por suas ações e pontos de vista.
Em 2003, tornou-se um dos principais críticos da eleição de Ladislav Hučka como exarca greco-católico da República Tcheca. Ele acusou o bispo de colaborar com o aparato de segurança da República Socialista da Tchecoslováquia e de suas possíveis tentativas de reformar a Igreja Greco-Católica na República Tcheca sob o ditado dos líderes da comunidade dos Focolares.
Após os acontecimentos na Boêmia, incapaz de se reconciliar com o novo exarca, ele partiu para a Eslováquia com um grupo de monges basilianos. Em seguida, para a Ucrânia, onde se estabeleceu no mosteiro basiliano em Pidhirtsi. Lá ele se tornou o líder do movimento dos Padres de Podhorecki, que se opõe a qualquer reforma nas Igrejas Greco-Católicas.
Com outros eparcas do movimento dos Padres Pidhirtsi, ele fundou a Igreja Greco-Católica Ortodoxa e com eles anatematizou todos os bispos católicos do mundo pelo nome. Em 5 de abril de 2011, foi eleito pelo Sínodo dos Bispos da Igreja Greco-Católica Ortodoxa para o cargo de Patriarca do Patriarcado Católico Bizantino na Ucrânia.